# محمية مانا بولز الوطنية
محمية مانا بولز الوطنية (بالإنجليزية: Mana Pools National Park)‏ هي منطقة محمية للحياة البرية ومتنزه وطني بمساحة 219,600 هكتار في شمال زيمبابوي. تمثل المحمية منطقة من نهر الزامبيزي الأسفل في زيمبابوي، حيث يتحول السهل الفيضي إلى مساحة واسعة من البحيرات بعد كل موسم ممطر. مع جفاف البحيرات وانحسارها تدريجياً، تجذب المنطقة العديد من الحيوانات الكبيرة بحثا عن الماء، مما يجعلها واحدة من أشهر مناطق مشاهدة مطاردات الحيوانات في أفريقيا.
تم إدراج المنتزه، بالاشتراك مع منطقة سافاري سابي (118000 هكتار) ومنطقة سافاري شيووري (339000 هكتار)، كموقع واحد للتراث العالمي لليونسكو (لما مجموعه 676,600 هكتار) في عام 1984. تم حماية محمية مانا بولز الوطنية باتفاقية رامسار بأهمية دولية في 3 يناير 2013.

## البيئة
مانا تعني «أربعة» في لغة الشونا، في إشارة إلى البرك الأربعة الكبيرة الدائمة التي شكلتها تعرجات الزامبيزي الأوسط. هذه المنطقة (2500 كيلومتر مربع) من الواجهة النهرية، والجزر، والضفاف الرملية والمسابح، المحاطة بغابات الماهوجني، والتين البري، وخشب الأبنوس والباوباب، تعتبر واحدة من أقل المنتزهات الوطنية تطوراً في الجنوب الأفريقي. لديها أكبر كثافة في البلاد من فرس النهر والتماسيح وأعداد كبيرة من الثدييات في موسم الجفاف من الحمار الوحشي والفيل والجاموس. تعد المنطقة أيضًا موطنًا للأنواع الأخرى المهددة بالإنقراض بما في ذلك الأسد والفهد والكلب البري، والأنواع شبه المهددة بما في ذلك النمر والضبع البني.
عندما تم إدراج المنطقة من قبل اليونسكو، كانت واحدة من أهم الملاجئ لحيوانات وحيد القرن الأسود الشرقي في أفريقيا، مع حوالي 500 حيوان. بحلول عام 1994، قلل الصيد غير المشروع العدد المتبقي من حيوانات وحيد القرن إلى 10 فقط، والذين تم نقلهم إلى منطقة أخرى لحمايتهم.

## الحماية
تم إنقاذ المنطقة من مخطط كهرومائي في أوائل الثمانينيات، كان سيشهد فيضان المنطقة. تتأثر بيئة المنطقة من خلال تنظيم سد كاريبا، وهناك مخاوف من أن يؤدي سد محتمل آخر على نهر زامبيزي في وادي ماباتا إلى تقويض قيمة المنطقة بشكل كبير. في الآونة الأخيرة، تم حفظ المنطقة مرة أخرى من مخطط موباتا الكهرومائي، حيث كان المشروع المختار هو سد باتوكا بدلاً من ذلك.

## المنطقة المحيطة
المتنزه متلاصق مع منتزه زامبيزي الأسفل في زامبيا، على الجانب الآخر من نهر زامبيزي. والمنطقة الكاملة المدرجة في اليونيسكو مجاورة لمنطقة أورنجوي سفاري (287000 هكتار) ومنطقة داندي سفاري (52300 هكتار) ومنطقة دوما سفاري (76400 هكتار).

## معرض صور

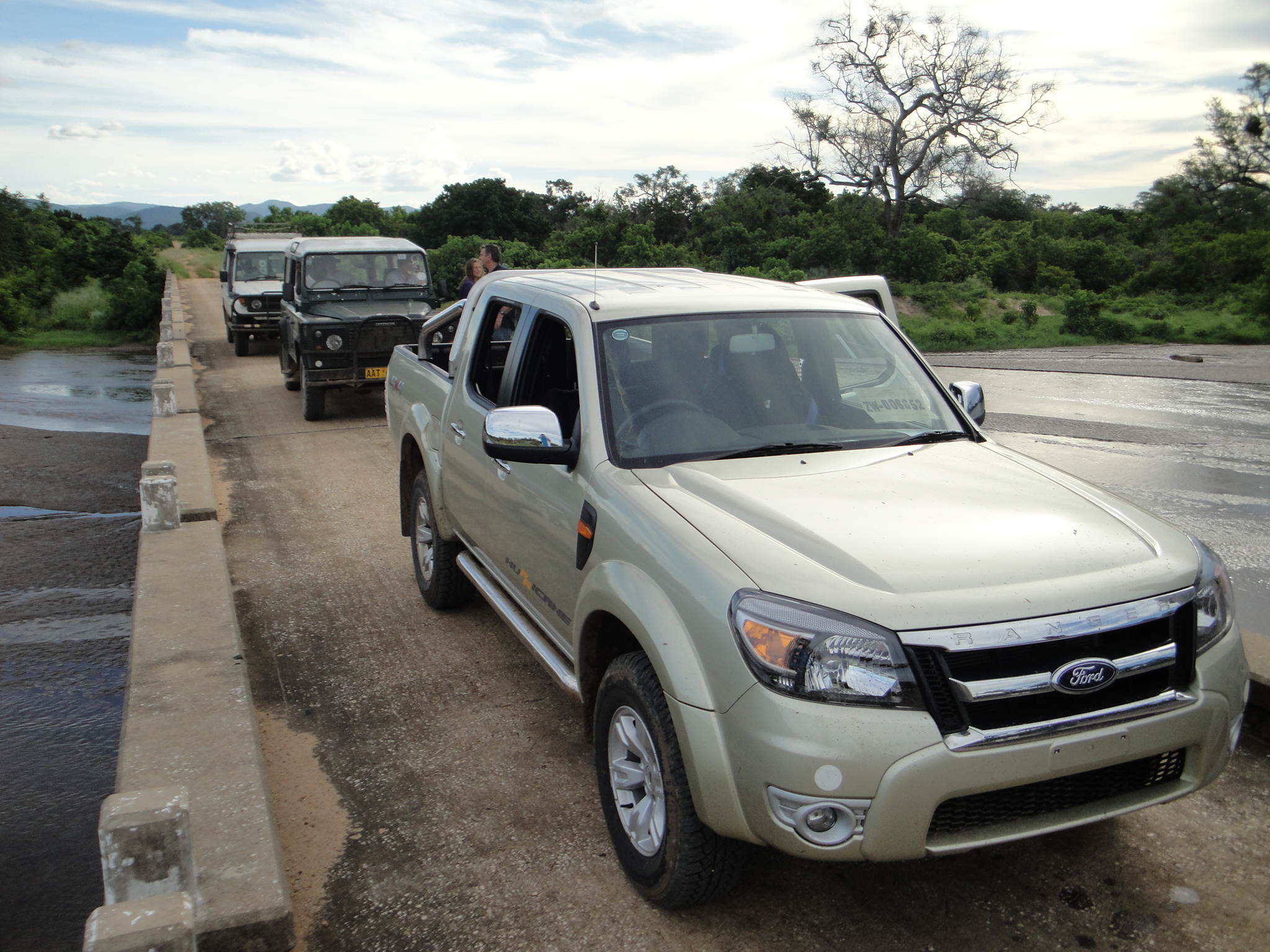
جسر على نهر روكوميتشي في محمية مانا بولز الوطنية
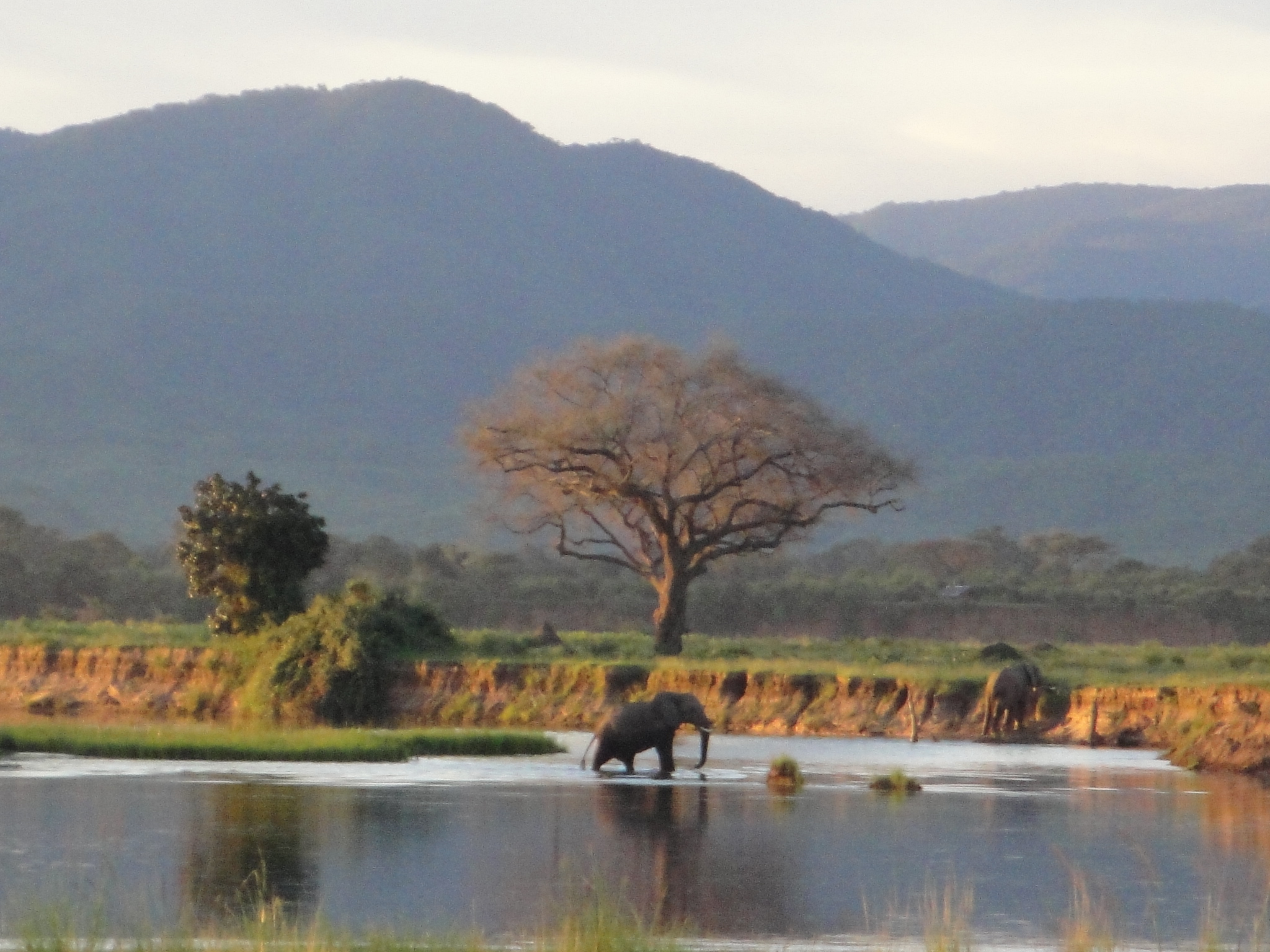
نهر زامبيزي بالقرب من موتسانغو لودج، محمية مانا بولز الوطنية
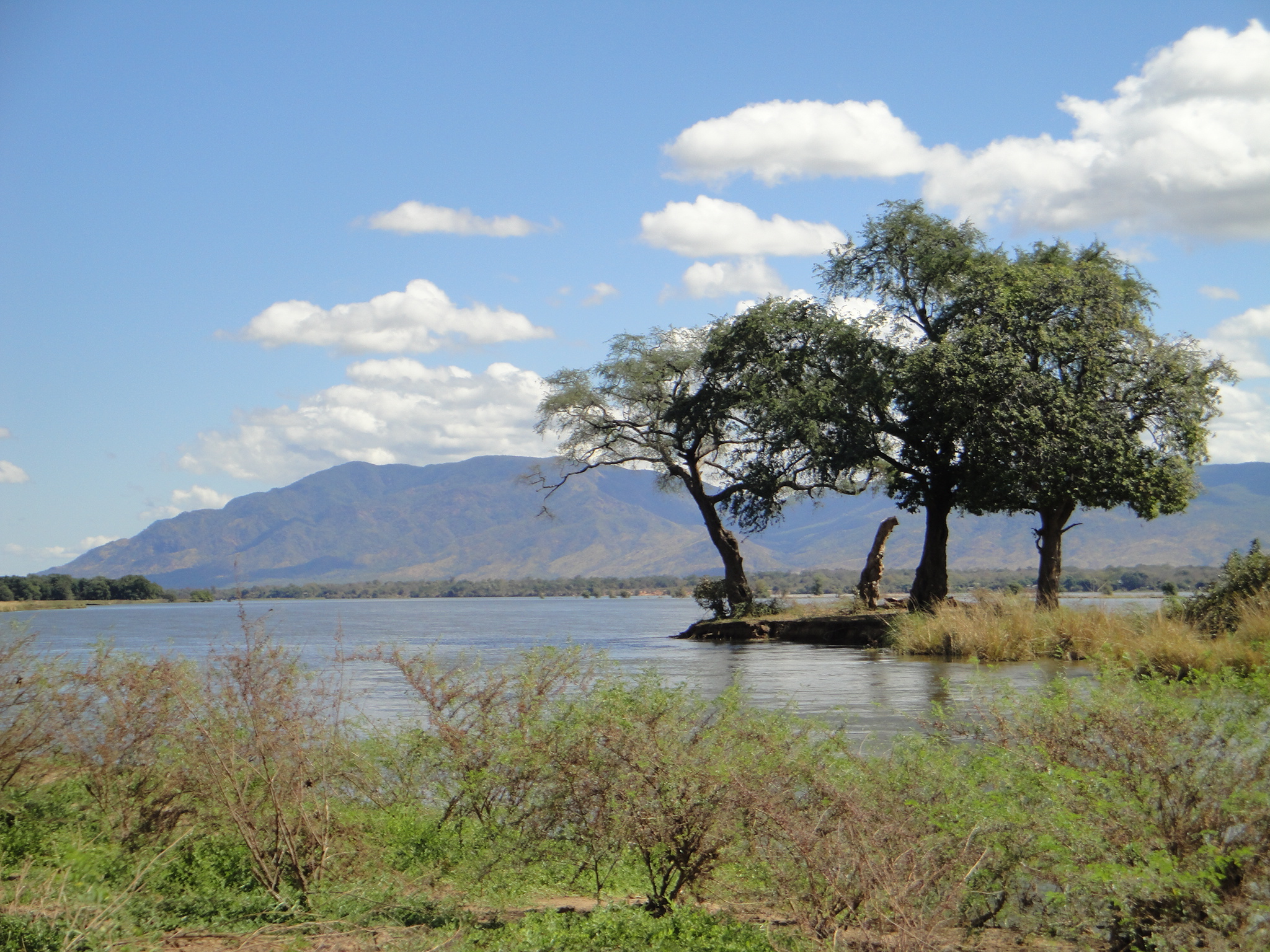
النظر عبر نهر زامبيزي إلى جرف زامبيزي في زامبيا، من محمية مانا بولز الوطنية
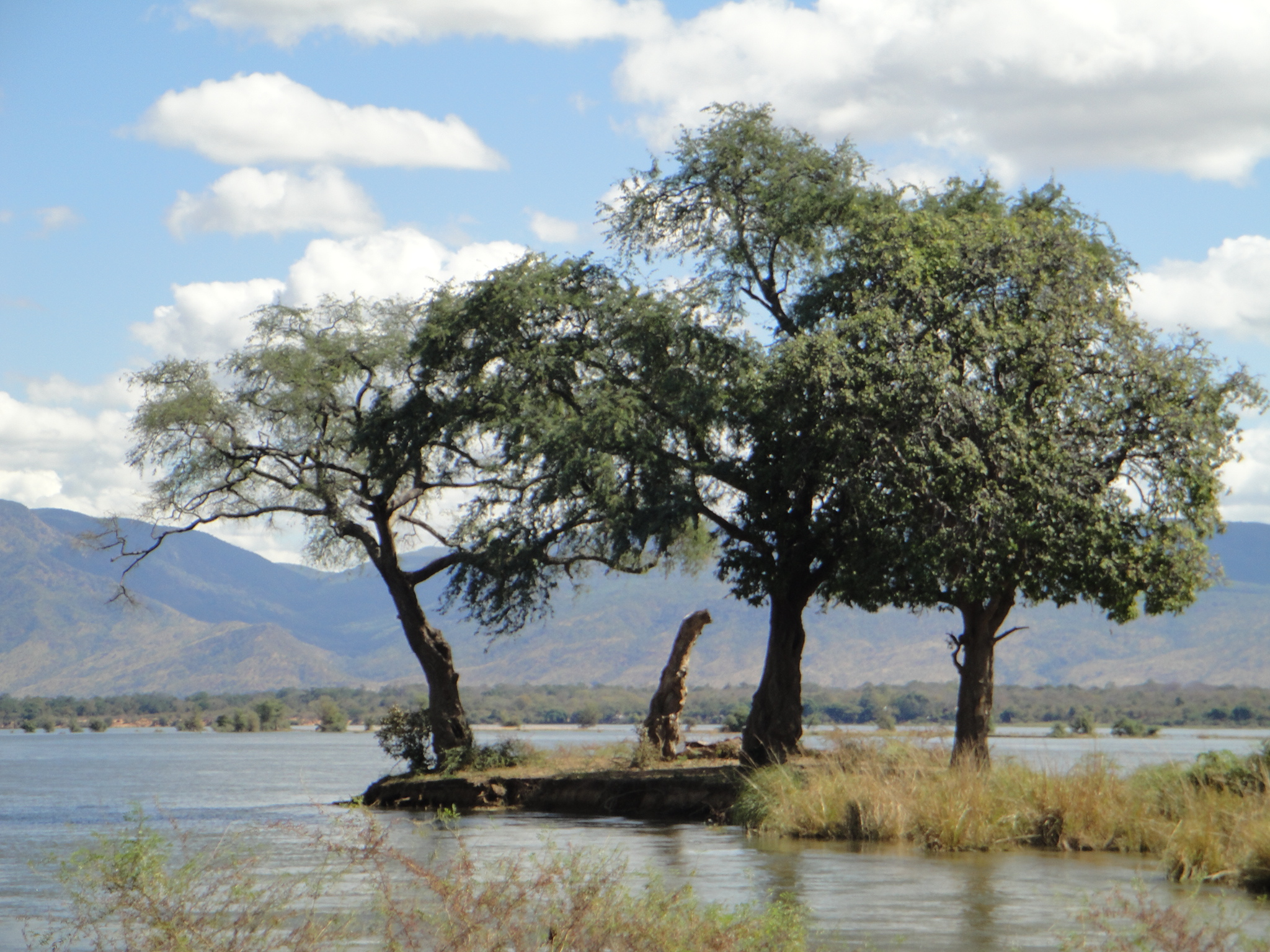
جزيرة في نهر زامبيزي من محمية مانا بولز الوطنية
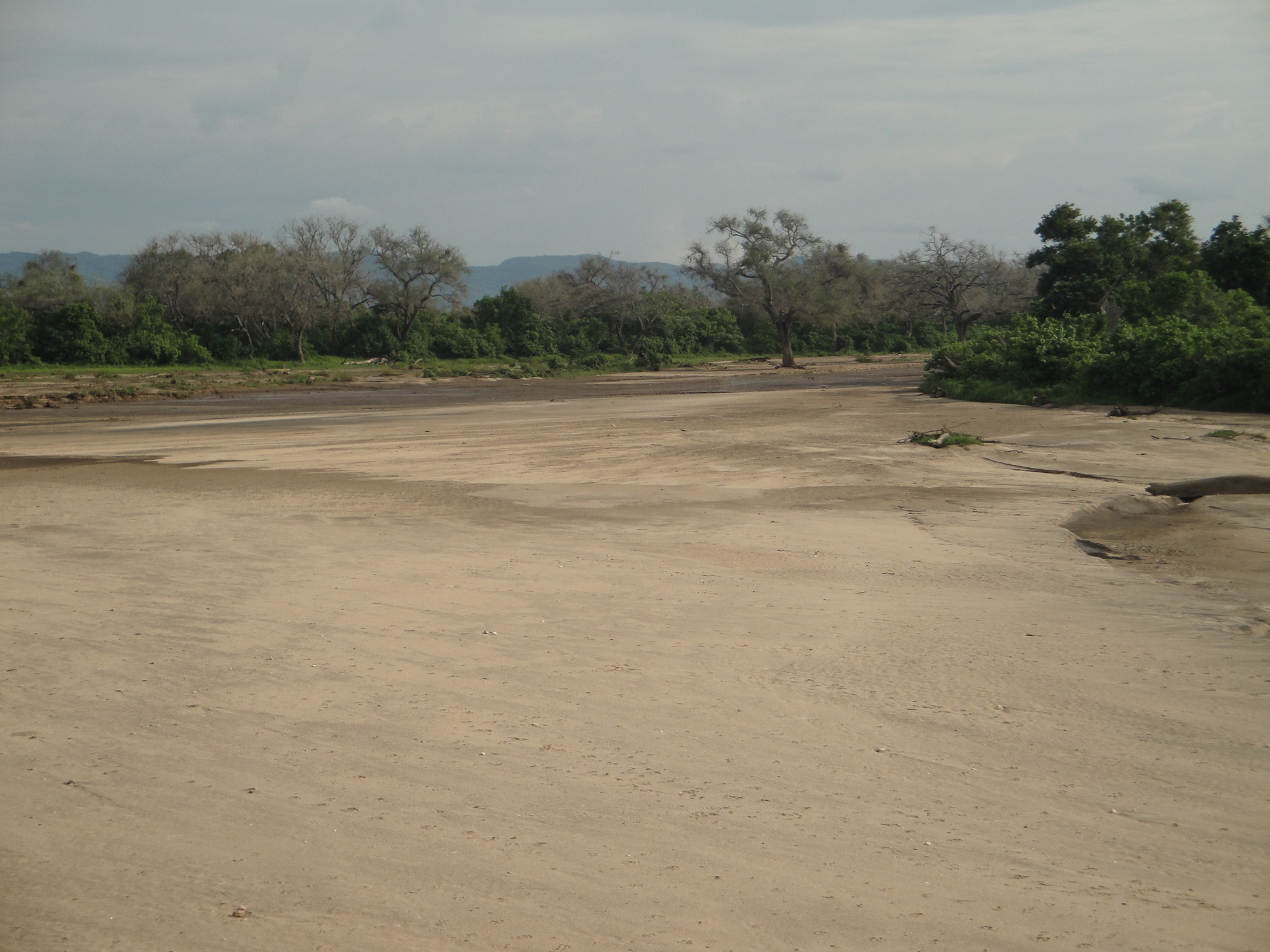
نهر روكوميتشي في محمية مانا بولز الوطنية

## روابط خارجية
- الإدراج على موقع اليونسكو